# Under the Gun (Poco)
| Recensione    | Giudizio |
| ------------- | -------- |
| AllMusic      | [ 2 ]    |
| 24.000 dischi | [ 3 ]    |

Under the Gun è un album dei Poco, pubblicato dalla MCA Records nel luglio del 1980.
La posizione in classifica Billboard 200 dell'album fu la quarantaseiesima (il 13 settembre 1980).

## Tracce
Lato A
1. Under the Gun – 3:11 (Paul Cotton)
2. While We're Still Young – 3:52 (Rusty Young)
3. The Everlasting Kind – 4:22 (Rusty Young)
4. Down to the Wire – 2:55 (Paul Cotton)
5. Footsteps of a Fool (Shaky Ground) – 3:57 (Rusty Young)

Lato B
1. Reputation – 4:51 (Rusty Young)
2. Midnight Rain – 4:25 (Paul Cotton)
3. A Fool's Paradise – 3:18 (Rusty Young)
4. Friends in the Distance – 3:40 (Paul Cotton)
5. Made of Stone – 4:00 (Rusty Young)

## Musicisti
Under the Gun
- Paul Cotton - chitarra elettrica, voce solista
- Rusty Young - chitarra elettrica
- Charlie Harrison - basso, voce
- Steve Chapman - batteria
- Kim Bullard - tastiere

While We're Still Young
- Paul Cotton - chitarra elettrica, voce solista
- Rusty Young - chitarra elettrica, voce
- Charlie Harrison - basso, voce
- Steve Chapman - batteria
- Kim Bullard - tastiere
- Steve Forman - percussioni

The Everlasting Kind
- Paul Cotton - chitarra elettrica, voce
- Rusty Young - chitarra acustica a dodici corde, voce solista
- Charlie Harrison - basso, voce
- Steve Chapman - batteria
- Kim Bullard - tastiere, voce

Down to the Wire
- Paul Cotton - chitarra elettrica, voce solista
- Rusty Young - chitarra elettrica
- Charlie Harrison - basso, voce
- Steve Chapman - batteria
- Kim Bullard - tastiere

Footsteps of a Fool (Shaky Ground)
- Paul Cotton - chitarra elettrica, voce
- Rusty Young - chitarra elettrica, voce solista
- Charlie Harrison - basso, voce
- Steve Chapman - batteria
- Kim Bullard - tastiere
- Phil Kenzie - sassofono alto
- Steve Forman - percussioni

Reputation
- Paul Cotton - chitarra elettrica, voce
- Rusty Young - chitarra elettrica, voce solista
- Charlie Harrison - basso, voce
- Steve Chapman - batteria
- Kim Bullard - tastiere
- Steve Forman - percussioni

Midnight Rain
- Paul Cotton - chitarra elettrica, voce solista
- Rusty Young - chitarra elettrica, chitarra pedal steel, voce
- Charlie Harrison - basso, voce
- Steve Chapman - batteria
- Kim Bullard - tastiere

A Fool's Paradise
- Paul Cotton - chitarra elettrica, voce
- Rusty Young - chitarra elettrica, voce solista
- Charlie Harrison - basso
- Steve Chapman - batteria
- Kim Bullard - tastiere

Friends in the Distance
- Paul Cotton - chitarra elettrica, voce solista
- Rusty Young - chitarra elettrica
- Charlie Harrison - basso
- Steve Chapman - batteria
- Kim Bullard - tastiere
- Steve Forman - percussioni

Made of Stone
- Paul Cotton - chitarra elettrica
- Rusty Young - chitarra steel, dobro, voce solista
- Charlie Harrison - basso, voce
- Steve Chapman - batteria
- Kim Bullard - tastiere, voce

Note aggiuntive
- Mike Flicker - produttore
- Registrazione e mixaggio effettuato al Village Recorder di West Los Angeles, California
- Joe Chiccarelli - ingegnere delle registrazioni
- Barbara Issak - assistente ingegnere delle registrazioni
- John Golden - ingegnere del mastering
- George Osaki, Andy Engel, Rod Dyer - design copertina album
- Gary Heery - fotografia
- Ringraziamenti speciali a: Ralph Goldman, Gil Segel, Jane Tani, Mike Rosenfeld, Emily Shenkin, Fred Walecki, Tom Ross e Steve Jensen[6]